# 吉利卜区
吉利卜區是索馬利亞的一個區，位於該國南部的中朱巴州，首府為吉利卜。

## 位置
吉利卜區北與布阿萊區接鄰，西與下朱巴州阿夫马多区接鄰，南與下朱巴州贾马梅区接鄰，東南接印度洋，東與下謝貝利州巴拉韋區接鄰，東北隅和下謝貝利州萨卜拉莱区相鄰。

## 外部鏈結
- 吉利卜區行政區域圖 （页面存档备份，存于）